# Perfect Strangers (canção de Deep Purple)
"Perfect Strangers" é uma canção da banda britânica de rock Deep Purple. É a faixa-título do álbum homônimo, e foi lançada como single.
Esta música é sobre reencarnação. É uma conversa entre a própria pessoa de sua vida passada e a pessoa atual. A canção fala sobre memórias que esta pessoa tem de sua vida passada, mas eles (pessoa do passado e do presente) "devem continuar a ser perfeitos estranhos" uns aos outros.
É a música preferida do guitarrista da banda, Ritchie Blackmore.

## Ficha Técnica
- Ian Gillan - Vocal
- Ritchie Blackmore - Guitarra
- Jon Lord - Teclado
- Ian Paice - Bateria
- Roger Glover - Baixo

## Ligação externa
- Letras da canção no MetroLyrics